# Neck Deep
Neck Deep is een Britse poppunkband afkomstig uit Wrexham, Wales. De band werd in 2012 opgericht door zanger Ben Barlow en gitarist Lloyd Roberts. Nadat zij samen een EP opgenomen hadden rekruteerden ze Matt West, Fil Thorpe-Evans en Dani Washington, vrienden die ze kenden uit het lokale circuit, om hun band te vervolledigen. Anno 2020 heeft de band hierna nog drie studioalbums uitgebracht.

## Bezetting

### Huidige leden
- Ben Barlow – leadzang (2012–heden)
- Matt West – slaggitaar (2012–heden)
- Sam Bowden – leadgitaar (2015–heden)
- Seb Barlow – basgitaar, achtergrondzang (2020–heden)
- Matt Powles - drumstel, percussie (2023-heden, tourlid 2022-2023)

### Oud-leden
- Lloyd Roberts – leadgitaar (2012–2015)
- Fil Thorpe-Evans – basgitaar, backing vocals (2012–2018)
- Joshua Halling – basgitaar (2019-2020)
- Dani Washington – drumstel, percussie (2012–2022)

### Oud tour leden
- Hannah Greenwood - backing vocals (2019)
- Saxl Rose – saxophone (2018–2019)

## Discografie

### Studioalbums[2]
| Album met eventuele hitnotering(en) in de Nederlandse Album Top 100 | Datum van verschijnen | Datum van binnenkomst | Hoogste positie | Aantal weken | Opmerkingen                                                                |
| ------------------------------------------------------------------- | --------------------- | --------------------- | --------------- | ------------ | -------------------------------------------------------------------------- |
| Rain in July                                                        | 18-09-2012            | -                     | -               | -            | Debuut EP                                                                  |
| A History of Bad Decisions                                          | 19-02-2013            | -                     | -               | -            | EP                                                                         |
| Wishful Thinking                                                    | 14-01-2014            | -                     | -               | -            | Debuutalbum                                                                |
| Life's Not Out To Get You                                           | 14-08-2015            | -                     | -               | -            | Laatste album met Lloyd Roberts Eerste album met Sam Bowden                |
| The Peace And The Panic                                             | 18-08-2017            | 26-08-2017            | 164             | 1            | Laatste album met Fil Thorpe-Evans                                         |
| All Distortions Are International                                   | 24-07-2020            | -                     | -               | -            | Conceptalbum Laatste album met Dani Washington Eerste album met Seb Barlow |
| Neck Deep                                                           | 19-01-2024            | -                     | -               | -            | Eerste album met Matt Powles                                               |

### Singles
| Titel                                         | Jaar | Album                                    |
| --------------------------------------------- | ---- | ---------------------------------------- |
| "Crushing Grief (No Remedy)"                  | 2013 | Wishful Thinking                         |
| "Growing Pains"                               | 2013 | Wishful Thinking                         |
| Boulevard of Broken Dreams" (Green Day cover) | 2014 | Kerrang! Does Green Day's American Idiot |
| "Losing Teeth"                                | 2014 | Wishful Thinking                         |
| "Can't Kick Up the Roots"                     | 2015 | Life's Not Out to Get You                |
| "Gold Steps"                                  | 2015 | Life's Not Out to Get You                |
| "Serpents"                                    | 2016 | Life's Not Out to Get You                |
| "December"                                    | 2016 | Life's Not Out to Get You                |
| "Where Do We Go When We Go"                   | 2017 | The Peace and the Panic                  |
| "Happy Judgement Day"                         | 2017 | The Peace and the Panic                  |
| "Motion Sickness"                             | 2017 | The Peace and the Panic                  |
| "In Bloom"                                    | 2017 | The Peace and the Panic                  |
| "She's a God"                                 | 2019 | -                                        |